# Tillandsia guelzii
Tillandsia guelzii är en gräsväxtart som beskrevs av Werner Rauh. Tillandsia guelzii ingår i släktet Tillandsia och familjen Bromeliaceae. Inga underarter finns listade i Catalogue of Life.